# One Person Library
Eine One Person Library (OPL) ist eine Bibliothek oder eine Spezialbibliothek, die nur von einer Person betreut wird und die keine unmittelbaren Fachvorgesetzten in der Trägerorganisation hat, also fachlich auf sich allein gestellt ist. Dies kann eine Fachkraft (One Professional Librarian) oder eine angelernte Kraft oder ein Laie sein. Sie deckt die (nicht immer) klar abgegrenzten Informationsbedürfnisse von Organisation/Unternehmen und deren Kunden oder der Gemeinde ab. Man findet sie sowohl im wissenschaftlichen als auch im öffentlichen Bibliothekswesen. One Person Libraries bilden die Mehrzahl der Bibliotheken auf der Welt.
Der Bibliothekar oder die Bibliothekarin einer One Person Library muss so gut wie alle in größeren Bibliotheken üblicherweise arbeitsteilig erledigten Geschäftsvorgänge selbst verrichten (Erwerbung, Katalogisierung, Verwaltung, Benutzerberatung, Auskunft, Marketing). Dies ist mit den üblichen Regeln des Bibliotheksmanagements kaum zu erfassen, daher kann man den OPL-Ansatz als einen gesonderten Bereich des Bibliotheksmanagements begreifen.
Dazu gehören: 
- Selbstmanagement: optimierende Einteilung der Tätigkeiten, Fortbildung
- Zeitmanagement und Planung: effektives, vorausschauendes Arbeiten
- Personalmanagement: Werbung, Schulung und optimierender Einsatz von nichtfachlichen Beschäftigten in der OPL (Angelernte, Ehrenamtliche)
- Veränderungsmanagement: Up-to-date-Bleiben bezüglich der fachlichen Entwicklung und Umsetzung in die eigene Geschäftstätigkeit
- Nutzendarstellung gegenüber dem Träger der Bibliothek: Lobbying, Management by Walking Around
- Bibliotheksmarketing: Werbung für die Dienste der Bibliothek, Schulungen
- Networking: Zusammenarbeit mit anderen Bibliotheken, um fehlende Ressourcen durch Hilfe untereinander zu ergänzen
- Durchsetzung und Verbesserung besoldungs- und einstufungsrechtlicher Nachteile

Da diese Organisationsform zusätzlich mit beschränkten Ressourcen, schlechter Bezahlung und/oder auch Einstufung belastet ist, besteht häufig der Wunsch sich mit anderen Personen in diesem Arbeitsbereich auszutauschen und die fachliche Isolation zu überwinden. Dieser Bedarf wurde zuerst in den USA erkannt, wo aus der Special Libraries Association (SLA) die OPL-Bewegung durch Guy St. Clair und Andrew Berner, zwei New Yorker OPLs, in Gang gesetzt wurde. Diese gründeten in der Folge ein Unternehmen, das den OPL Newsletter herausgab, Fortbildungsveranstaltungen und Coaching wurden angeboten. In den 1990er Jahren griff diese Bewegung auch auf Deutschland über.
Beispiele für OPL sind:
- Behördenbibliotheken
- Gerichtsbibliotheken
- Museumsbibliotheken
- Schulbibliotheken
- Unternehmensbibliotheken: Pharmaunternehmen, Wirtschaftsforschungsinstitute, forschende Unternehmen
- Bibliotheken von (wissenschaftlichen) Fach- und Forschungsgesellschaften
- Kirchliche Bibliotheken
- Dokumentationszentren
- Societäten (Anwaltskanzleien, Wirtschaftsanwälte)
- Patentämter
- Kinder- und Jugendbibliotheken